# Verotruncana
Verotruncana es un género de foraminífero planctónico de la subfamilia Helvetoglobotruncaninae, de la familia Hedbergellidae, de la superfamilia Rotaliporoidea, del suborden Globigerinina y del orden Globigerinida. Su especie tipo es Dicarinella imbricata. Su rango cronoestratigráfico abarca desde el Turoniense hasta el Coniaciense inferior (Cretácico superior).

## Descripción
Verotruncana incluía especies con conchas trocoespiraladas, de forma discoidal con lados planos o cóncavo-convexos; sus cámaras eran discoidales, semicirculares en el lado espiral; sus suturas intercamerales eran ligeramente rectas e incididas en el lado umbilical, y ligeramente curvas e incididas en el lado espiral; su contorno era redondeado y lobulado; su periferia era truncada, con dos carenas desarrolladas y separadas por una amplia banda imperforada; su ombligo era amplio y somero; su abertura era interiomarginal, umbilical-extraumbilical, en forma de arco bajo y protegida con un pórtico; presentaba pared calcítica hialina, macroperforada, con la superficie finamente pustulada.

## Discusión
El género Verotruncana no ha tenido mucha difusión entre los especialistas. La mayor parte de sus especies son incluidas en los géneros Concavatotruncana y Dicarinella, de las que se diferencia fundamentalmente por la forma discoidal de sus conchas (frente a las formas planoconvexas y discoidal-globulares de los otros) y sus cámaras discoidales planas (frente a las formas ángulo-cónicas y hemiesféricas a ovalados de los otros). Clasificaciones posteriores incluirían Verotruncana en la familia Globotruncanellidae y en superfamilia Globigerinoidea. Otras clasificaciones lo han incluido en la subfamilia Concavatotruncaninae.

## Paleoecología
Verotruncana, como Concavatotruncana y Dicarinella, incluía especies con un modo de vida planctónico, de distribución latitudinal cosmopolita, y habitantes pelágicos de aguas intermedias (medio mesopelágico superior).

## Clasificación
Verotruncana incluye a la siguiente especie:
- Verotruncana imbricata †